# レイジン・ケイン
『レイジン・ケイン』（Raisin' Cain）は、アメリカ合衆国のブルース・ミュージシャン、ジョニー・ウィンターが1980年に発表したスタジオ・アルバム。

## 解説
本作のレコーディングで、ジョン・パリスが初めて参加した。パリスはマンハッタンのクラブでウィンターと出会い、ギターとベースの両方を弾けることと曲を書けることを話して、自分の書いた曲をウィンターに渡した。その後パリスはウィンターのアメリカ・ツアーでベースとハーモニカを演奏。そして、本作にはパリスの提供した「羊の皮を被った狼」と「ドント・ハイド・ユア・ラヴ」の2曲が収録された。
ウィンターが公式に発表したアルバムとしては初めてBillboard 200入りを逃し、ウィンターは本作を最後にブルー・スカイ・レコードおよびCBSとの契約が終了となり、アリゲーター・レコード移籍第一弾アルバムに当たる次作『ギター・スリンガー』をリリースするまで4年を要した。
音楽ジャーナリストのメアリー・ルー・サリヴァンは、本作のタイトルから書名を取ったジョニー・ウィンターの伝記『Raisin' Cain: The Wild and Raucous Story of Johnny Winter』を2010年5月に出版している。

## 収録曲
1. ザ・クロール - "The Crawl" (Wayne Shuler, R. Victorica) - 2:07
2. シッティン・イン・ザ・ジェイル・ハウス - "Sittin' in the Jail House" (Robert Ross) - 3:21
3. ライク・ア・ローリング・ストーン - "Like a Rolling Stone" (Bob Dylan) - 5:39
4. ニューヨーク、ニューヨーク - "New York, New York" (Rob Stoner) - 5:50
5. ボン・トン・ルーレット - "Bon Ton Roulet" (Clarence Garlow) - 4:45
6. ローリン・アンド・タンブリン - "Rollin' and Tumblin'" (McKinley Morganfield) - 3:27
7. トーク・イズ・チープ - "Talk Is Cheap" (Jim Liban) - 3:42
8. 羊の皮を被った狼 - "Wolf in Sheep's Clothing" (Jon Paris) - 5:35
9. ドント・ハイド・ユア・ラヴ - "Don't Hide Your Love" (J. Paris) - 3:29
10. マザー・イン・ロー・ブルース - "Mother-in-Law Blues" (Don Robey) - 2:55
11. ウォーキン・スローリー - "Walkin' Slowly" (Earl Connelly King) - 3:23

## 参加ミュージシャン
- ジョニー・ウィンター - ボーカル、ギター、スライドギター
- ジョン・パリス - ベース、ギター、ハーモニカ、バッキング・ボーカル
- ボビー・トレーロ - ドラムス、バッキング・ボーカル
- トム・ストローマン - サックス
- ダン・ハートマン - ピアノ
- デイヴ・スティル - タンブリン
- スーザン・ウォーフォード - バッキング・ボーカル
- クリスティ・グリッグス - バッキング・ボーカル
- アラン・マーティン - バッキング・ボーカル
- ヴァイ - バッキング・ボーカル
- バーナデット・マズール - バッキング・ボーカル
- シンディ・マーレイ - バッキング・ボーカル